# 25 canciones escocesas (Beethoven)

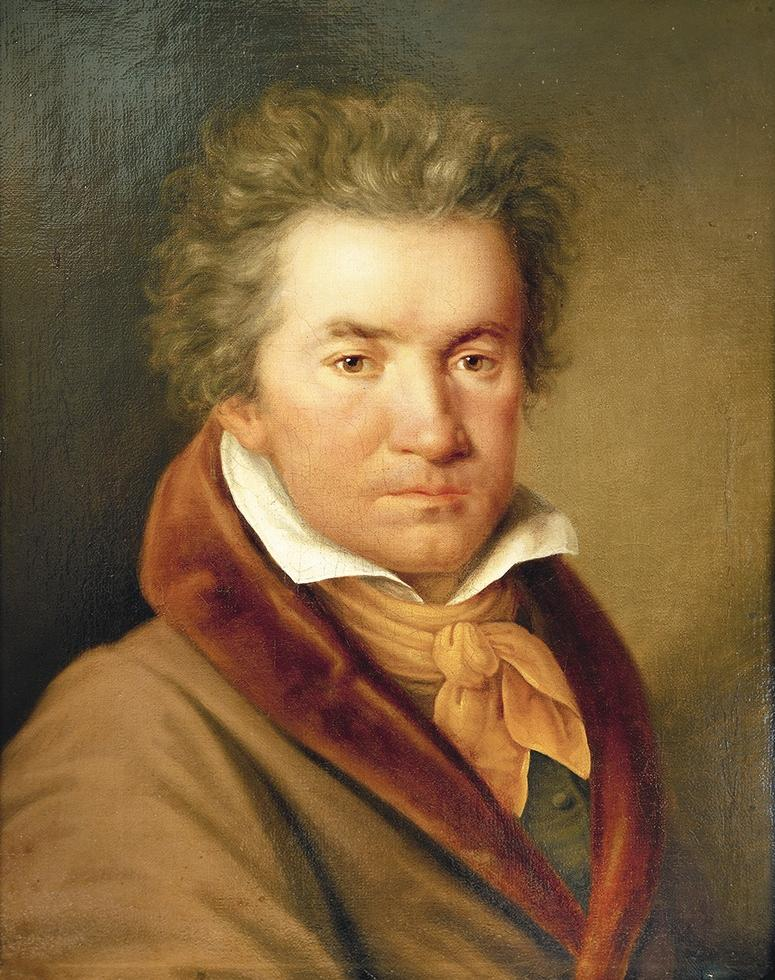
Beethoven en 1815.

25 canciones escocesas, Op. 108 es un conjunto de piezas para voz, coro mixto, violín, violonchelo y piano compuestas por Ludwig van Beethoven entre 1815 y 1818. La partitura está dedicada al príncipe Antoni Heinrich Radziwiłł.

## Historia
La composición de las diferentes piezas tuvo lugar entre 1815 y 1818. Las fechas concretas de cada pieza son las siguientes:
- La n.º 20 fue escrita en 1810 y una segunda versión en 1813.
- Las n.º 5-7, 10, 19 y 24 en mayo de 1815.
- La n.º 11 en octubre de 1815.
- Las n.º 8, 12 y 14-16 en mayo de 1816.
- Las n.º 22 y 25 en enero de 1817.
- Las n.º 1, 3-4, 9, 13, 17 y 21 en febrero de 1817.
- Las n.º 2, 18 y 23 en febrero de 1818.

La primera edición se publicó en 1818 en Londres y Edimburgo. Más adelante Beethoven preparó una edición alemana en la que llevó a cabo una reordenación y renumeración de las canciones. La edición alemana fue publicada por el editor Adolph Martin Schlesinger en 1822 en Berlín bajo el título 25 Schottische Lieder für eine oder mehrere Singstimmen, Violine, Violoncello und Klavier (Veinticinco canciones escocesas para voz, coro mixto, violín, violonchelo y piano). Se trata del único conjunto entre los arreglos de canciones populares de Beethoven al que se le asigna un número de opus; el resto sólo reciben números WoO.

## Las canciones

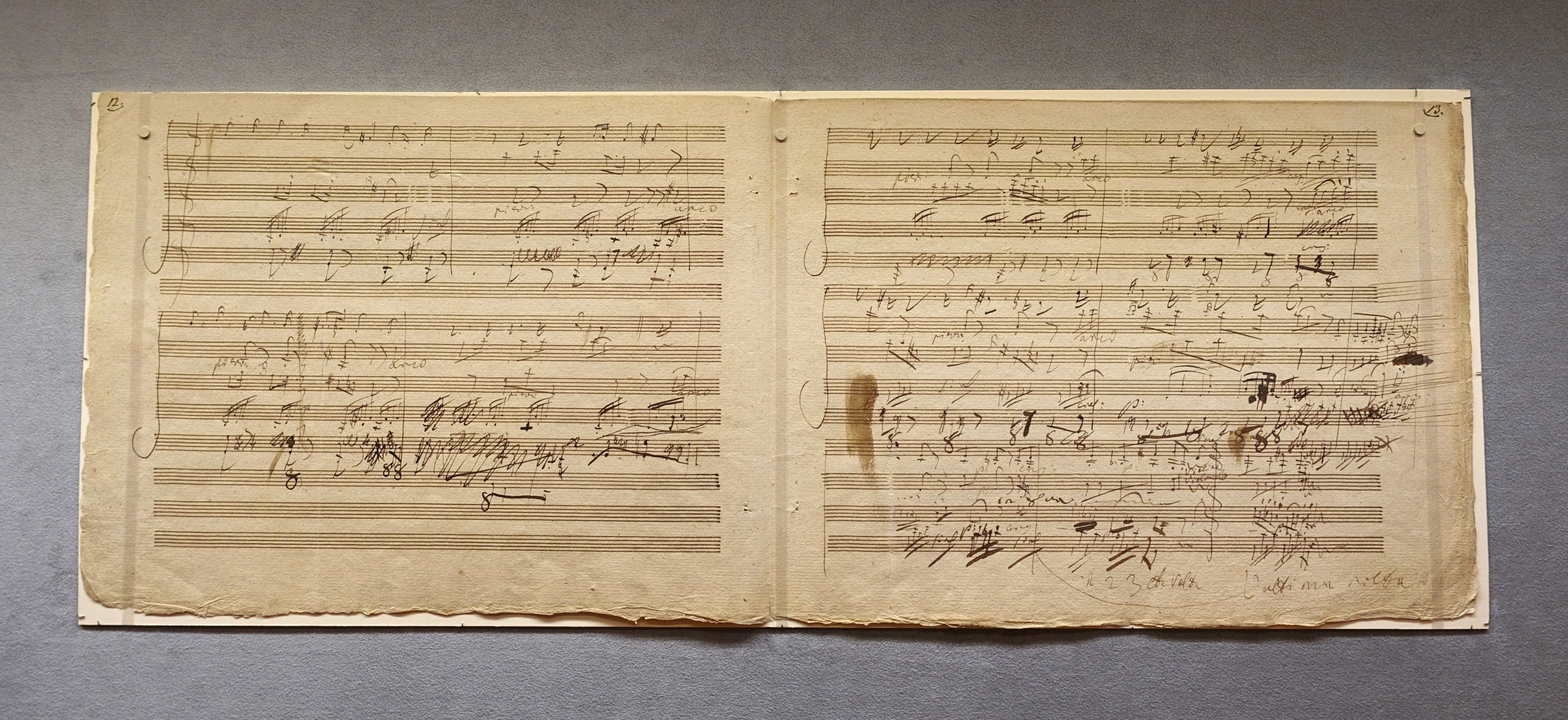
N.º 5 "The Sweetest Lad was Jamie" 1814-1815, partitura autógrafa (Morgan Library & Museum).

A continuación se recogen todas las canciones que conforman este opus. En cada una se incluye el título original junto con el íncipit del texto en inglés; entre paréntesis el título e íncipit en alemán; la indicación de tempo y carácter; la tonalidad; el año de composición y el autor de la letra.
1. "Music, Love and Wine: O let me music hear, night and day!" ("Musik, Liebe und Wein: Es schallte die Musik, Nacht und Tag!"). Allegretto più tosto vivace, en sol mayor; 1817; letra de William Smyth.
2. "Sunset: The sun upon the Weirdlaw Hill" ("Der Abend: Die Sonne sinkt ins Ettrick-Thal"). Andante con molto espressione, en la menor; 1818; letra de Walter Scott.
3. "O sweet were the hours" ("O köstliche Zeit"). Andante con moto semplice, en fa mayor; 1817; letra de William Smyth.
4. "The maid of Isla: O maid of Isla from yon cliff" ("Das Islamädchen: O Islamägdlein, die du kühn"). Allegretto ma con espressione, en re mayor; 1817; letra de Walter Scott.
5. "The Sweetest Lad was Jamie" ("Der schönste Bub: Der schönste Bub war Henny"). Andantin.º un poco allegretto, en sol menor; 1815; letra de William Smyth.
6. "Dim, Dim is my Eye" ("Trüb ist mein Auge"). Andante amoroso con molto espressione, en re mayor; 1815; letra de William Brown.
7. "Bonny Laddie, Highland Laddie: Where got ye that siller moon" ("Frische Bursche, Hochlands Bursche: Wem den Silbermond ihr dankt"). Allegretto quasi vivace, en fa mayor; 1815; letra de James Hogg.
8. "The Lovely Lass of Inverness" ("Die holde Maid von Inverness"). Affettuoso assai ed espressione, en re menor; 1816; letra de Robert Burns.
9. Dúo "Behold my Love how Green the Groves" ("Schau her, mein Lieb: Schau her, mein Lieb, der Wälder grün"). Grazioso, en mi bemol mayor; 1817; letra de Robert Burns.
10. "Sympathy: Why, Julia, say, that pensive mien?" ("Sympathie: Was, Julia sagt der Blick voll Gram"). Andantin.º più tosto allegretto, en re mayor; 1815; letra de William Smyth.
11. "O! Thou Art the Lad of my Heart" ("O du nur bist mein Herzensbub"). Allegretto più tosto vivace, en mi bemol mayor; 1815; letra de William Smyth. variaciones sobre este tema: Op 107 n.º 9.
12. "O, Had My Fate Been Join’d With Thine" ("O hatte doch dies gold'ne Pfand"). Andante teneramente con molto espressione, en re mayor; 1816; letra de Lord Byron.
13. "Come Fill, Fill, my Good fellow!" ("Trinklied: Schenk ein, mein guter Junge, schenk hoch"). Spirituoso ma non troppo presto, en sol menor; 1817; letra de William Smyth.
14. "O, How Can I Be Blithe and Glad" ("O, wie kann ich wohl fröhlich sein?"). Andante poco allegretto, en re mayor; 1816; letra de Robert Burns.
15. "O Cruel Was My Father" ("O, grausam war mein Vater"). Andante con molto espressione, en fa mayor; 1816; letra de Alexander Ballantyne.
16. "Could This Ill World Have Been Contriv’d" ("Wenn doch die arge böse Welt"). Allegretto grazioso e un poco scherzoso, en re mayor; 1816; letra de James Hogg.
17. "O Mary, at Thy Window Be" ("Mariechen, komm ans Fensterlein"). Andantin.º quasi allegretto, en re mayor; 1817; letra de Robert Burns.
18. "Enchantress, Farewell" ("O Zaub'rin, leb'wohl: Leb'wohl, o Zaub'rin"). Andantin.º grazioso con espressione, en la mayor; 1818; letra de Walter Scott.
19. "O Swiftly Glides the Bonny Boat" ("Wie gleitet schnell das leichte Boot"). Andante poco allegretto, en re mayor; 1815; letra de Joanna Baillie.
20. "Faithfu’ Johnie: When will you come again" ("Der treue Johnie: O wann kehrst du zurück"). Andantin.º semplice amoroso teneramente, en mi bemol mayor; 1815; letra de Anne Grant.
21. "Jeanie's Distress: By William late offended" ("Jeanie's Trübsal: Als William jüngst mich schähte"). Andantin.º quasi allegretto, en re mayor; 1817; letra de William Smyth.
22. "The Highland Watch: Old Scotia, wake thy mountain strain" ("Die Hochlands Wache: Alt Schottland, wecke deiner Hohn"). Spirituoso e marziale, en sol menor; 1817; letra de James Hogg. Arreglo de canción folclórica para voz, coro y trío de piano.
23. "The Shepherd’s Song: The gowan glitters on the sward" ("Des Schäfers Lied: Die Masslieb glänzt auf grünem Grund"). Allegretto, en la mayor; 1818; letra de Joanna Baillie.
24. "Again, my Lyre" ("Noch einmal wecken Thränen"). Andante affettuoso assai, en fa mayor; 1815; letra de William Smyth.
25. "Sally in our alley: Of all the girls that are so smart" ("Das Baschen in unserm Strässchen: Von allen Mädchen glatt und schön"). Andantin.º con moto grazioso e semplice assai, en la mayor; 1817; letra de Henry Carey.